# Kitesurf
Le kitesurf ,  ou planche aérotractée, ou encore kiteboarding, est un sport de glisse consistant à évoluer avec une planche à la surface d'une étendue d'eau en étant tracté par un cerf-volant (kite en anglais) spécialement adapté, nommé aile ou voile. Ce sport a pris son essor au début des années 2000.
Le kitesurfeur, muni d'un harnais, est relié à l'aile par des lignes de traction (généralement au nombre de 4 ou 5). Il pilote à l'aide d'une barre sur laquelle sont reliées les lignes. Cette barre sert d'accélérateur en fonction de la puissance du vent. Les modes et règles de navigation sont ceux de la navigation à voile.
Si en 2018 le matériel le plus couramment utilisé reste la planche symétrique ou twin-tip et l’aile rigidifiée par des boudins gonflables, il existe de plus en plus de solutions selon le type de navigation voulue : planches directionnelles (type surf) pour les vagues, planches à foil, ailes à caissons auto-gonflables, fermés ou ouverts.

## Histoire

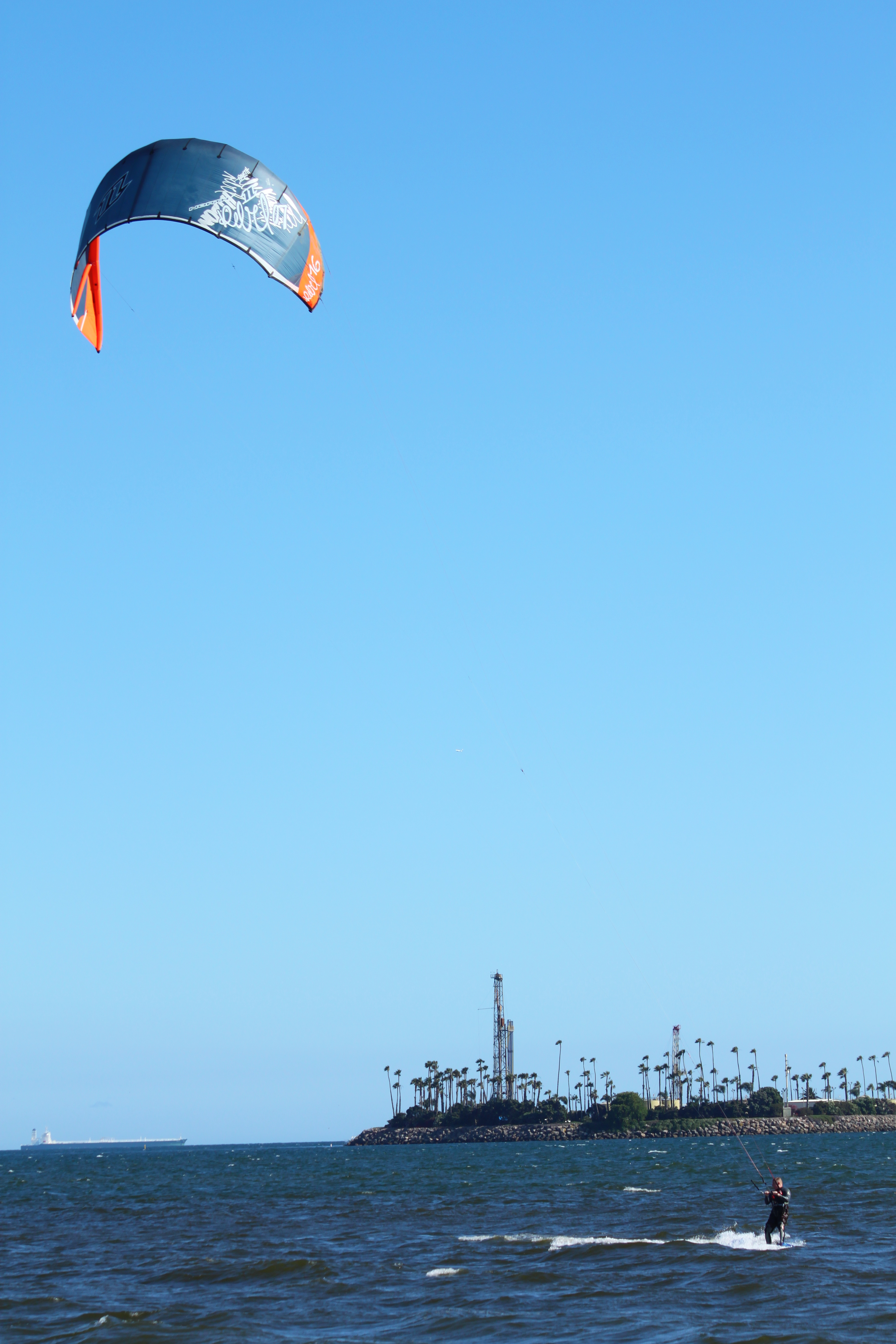
Le kitesurf pratiqué au large de Long Beach (Californie), États-Unis.

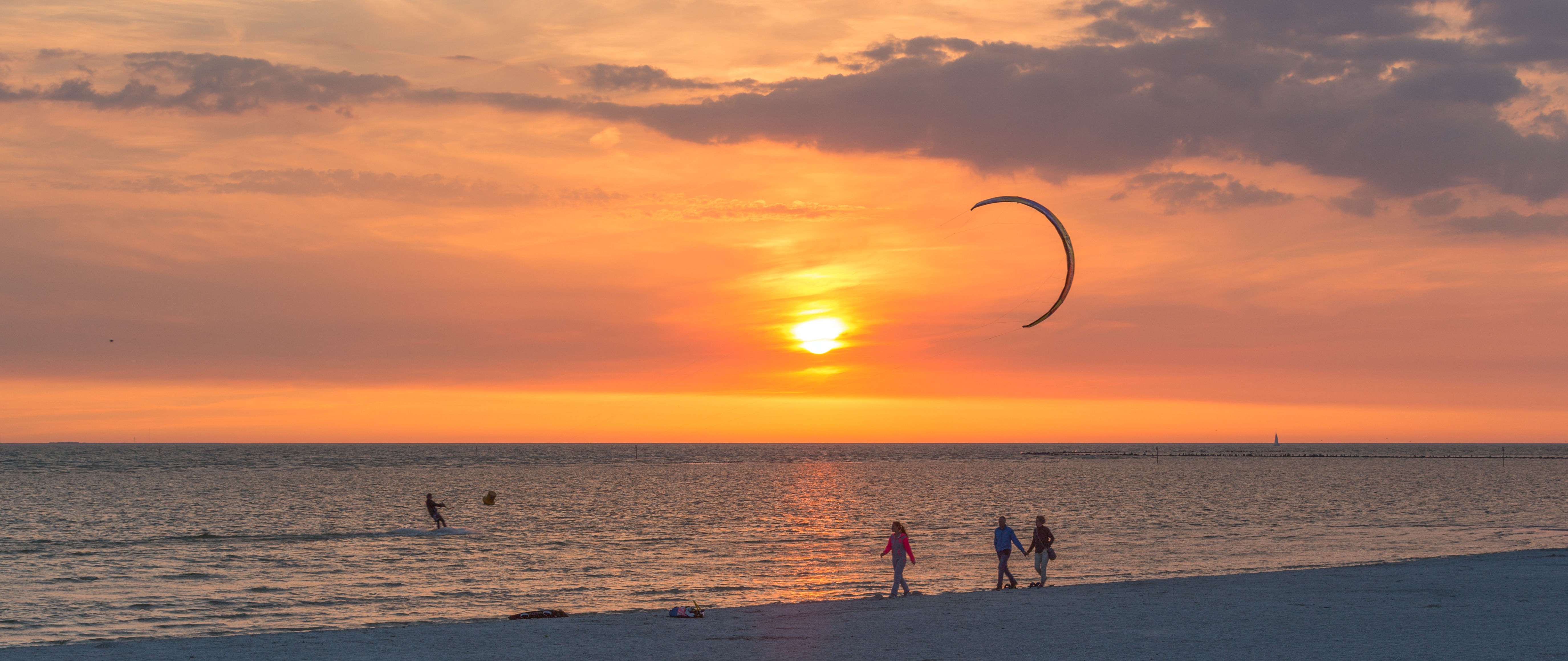
Kitsurf au soleil couchant à Workum, aux Pays-Bas.

Vers les années 1970, plusieurs inventeurs déposent des demandes de brevets pour des voiles de traction aériennes : Arnaud de Rosnay et son parafoil en 1979, lors de la préparation de sa traversée entre les îles Marquises et les îles Tuamotu[réf. nécessaire], John Bridge pour un spinnaker aérien le 7 mai 1979, Dieter Strasilla pour une voile de traction commandée le 16 août 1979 ou British Petroleum pour une voile suspentée marine le 21 mai 1981. À la suite d'un travail d'expérimentation pour améliorer la voile, les frères quimperois Dominique et Bruno Legaignoux déposent le brevet de l'aile courbe à structure gonflable le 16 novembre 1984.
En 1992, Laurent Ness (champion de France 1997 de char à cerf-volant) se fait tracter par un cerf-volant delta sur une planche de funboard à La Grande-Motte. Bill et Cory Roeseler inventent le Kiteski, ski nautique tracté par cerf-volant, qu'ils commercialisent en 1994.
Les frères Legaignoux créent la société Wipika en 1993 pour commercialiser un petit bateau gonflable accompagné d'une aile de traction. Ils l'arrêtent en 1995 mais Emmanuel Bertin teste leurs voiles à Maui avec Laird Hamilton. En février 1997, il fait la une de Wind Magazine, magazine de planche à voile tiré à 70 000 exemplaires, sur les vagues de Hawaï. Raphaël Salles utilise des petites planche de funboard en 1998-1999 avec la mise au point de Laurent Ness, puis Franz Olry a fait progresser les twin-tip qui ont démocratisé l'usage du sport.
Dominique et Bruno Legaignoux lancent Wipika en juin 1997 pour commercialiser des barres de traction et ailes produites par NeilPryde parapente en France, fabrication transférée en 1998 chez Lam Sails, fabricant de parapente en Chine. Une licence est accordée à Naish en 1999, NeilPryde en 2000 puis Slingshot, Ricci et Bic avec  Takoon en 2003. Les ventes d'ailes sont passées de 100 exemplaires en 1997 à 500 en 1998, 2 000 en 1999, 6 000 en 2000, 15 000 en 2001, environ 100 000 en 2010. Il y a 30 pratiquants en 1996 mais le nombre d'élèves passe de 500 en 1998 à 4 000 en 2001. Le premier championnat international a lieu en 2000 et le premier français, de freestyle, a lieu en 2001. Il y avait 12 000 pratiquants en France en 2010, 13 000 licenciés en 2011 et entre 25 000 et 30 000 kitesurfers en France.
En 1995, la Fédération française de vol libre accepte de prendre la délégation du ministère des sports pour le cerf-volant dont le kitesurf encore peu développé fait partie et en 1998 elle crée la formation de moniteur : il sont 258 en 2010 dont depuis 2003, 155 d'entre eux ayant un BPJEPS, brevet d’État. En 2002, la Fédération française de voile envisage de prendre la délégation pour le kitesurf mais le ministère de la Jeunesse et des Sports renouvelle la délégation de la gestion  à la FFVL le 3 janvier 2003. En novembre 2001, L’International Kiteboarding Organisation est issu du Wipika School Network établi en 1999. Lors du développement de 2000 à 2003, quelques accidents mortels incitent la FFVL à établir une norme pour les sécurités publiée par l'Afnor en 2005 : un largueur de barre qui neutralise l'aile puis un second largueur de voile en cas extrême. Les ailes continuent à s'améliorer de 2003 à 2009 : en 2005, l’aile de type bow permet une traction plus équilibrée.
Des sports comparables utilisent des cerfs-volants de traction avec d'autres véhicules : sur l'eau avec des embarcations plus importantes comme des canoës kayak ou des catamarans, sur neige avec le snowkite, sur terre avec un mountainboard, avec un petit char à cerf-volant où l'on est assis ou encore avec des patins à roulettes équipés de pneumatiques. Après avoir été annoncé en régate homme et femme en remplacement du windsurf pour les Jeux olympiques d'été de 2016 à Rio de Janeiro par la fédération internationale de voile le 5 mai 2012, le kitesurf a été abandonnée au profit de la planche à voile RS:X.

## Spots

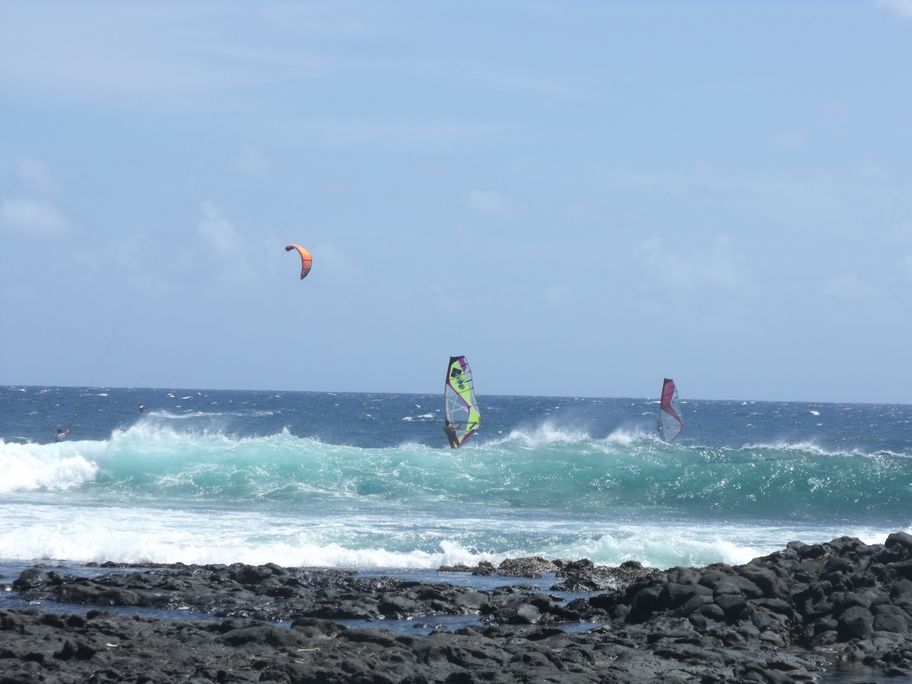
Kitesurfeurs et véliplanchistes coexistent à la Ravine Blanche à Saint-Pierre (La Réunion) en 2010.

Un spot est un site côtier propice ou réputé pour la pratique du kitesurf. 

## Équipements

### Aile

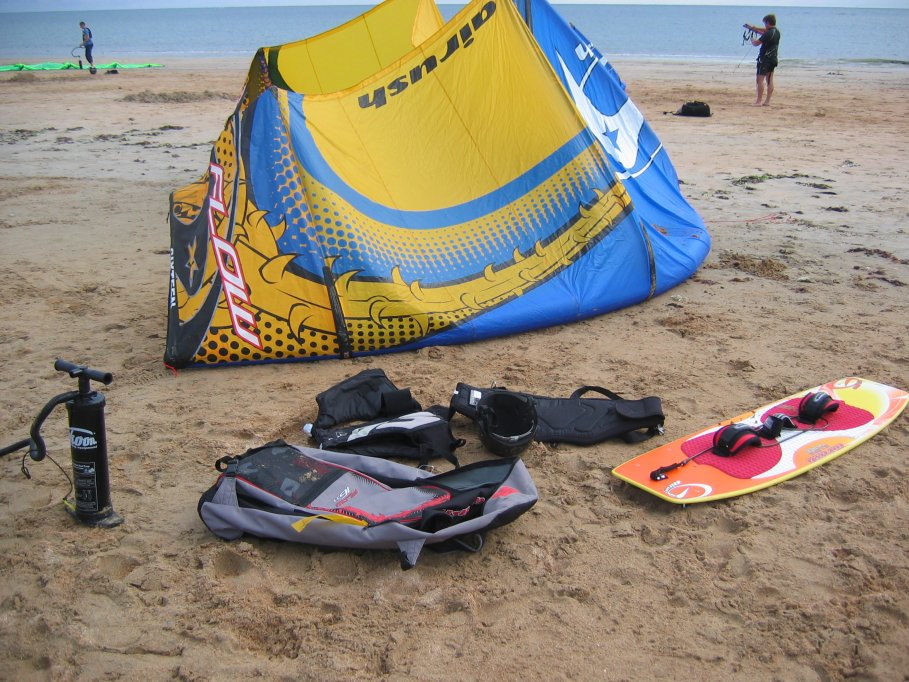
Matériel de kitesurf (aile à boudin).

L'aile, équivalente à une voile, fournit la traction nécessaire au déplacement. Les ailes habituelles ont une surface à plat située entre 3 m2 pour les conditions de vent fort ou les personnes légères (à partir de 30 kg généralement) et jusqu'à 20 m2 pour les vents légers. Deux grands types d'ailes sont utilisés :
- les ailes à boudins gonflables utilisent une structure tubulaire sous pression, gonflée à l'aide d'une pompe, qui maintient le profil de l'aile et lui permet de redécoller de l'eau ; il en existe deux principaux types avec des hybrides entre elles :
  - le C-shape, en forme d'arche, se caractérise par un bord d'attaque en forme de demi-cercle tenu à ses deux extrémités par les lignes avant. Elles sont surtout utilisées pour le wakestyle par des pratiquants expérimentés, elles conservent de la puissance même barre choquée.
  - les ailes plates, dites bow-shape en anglais, ont un bord d'attaque plus profilé maintenu par un bridage (SLE, supported leading edge). Arrivées plus tard dans l'histoire du kitesurf et plus sécurisantes, elles offrent un bordé-choqué plus performant et permettent un redécollage facilité.
- les ailes à caissons, aux profils souples issus du parapente : les caissons de l'aile sont gonflés par le vent relatif. Sans gonflage préalable, elles sont plus rapides à gréer. Moins cintrées que les ailes à boudins elles ont une surface projetée plus importante, elles sont donc plus petites à traction équivalente. Davantage utilisées pour la traction terrestre, il existe des ailes à caissons marines permettant le redécollage sur l'eau avec des clapets (caissons fermés) ou sont des twin skin qui se gonflent grâce à une fermeture qui laisse entrer l'air.

### Lignes et barre

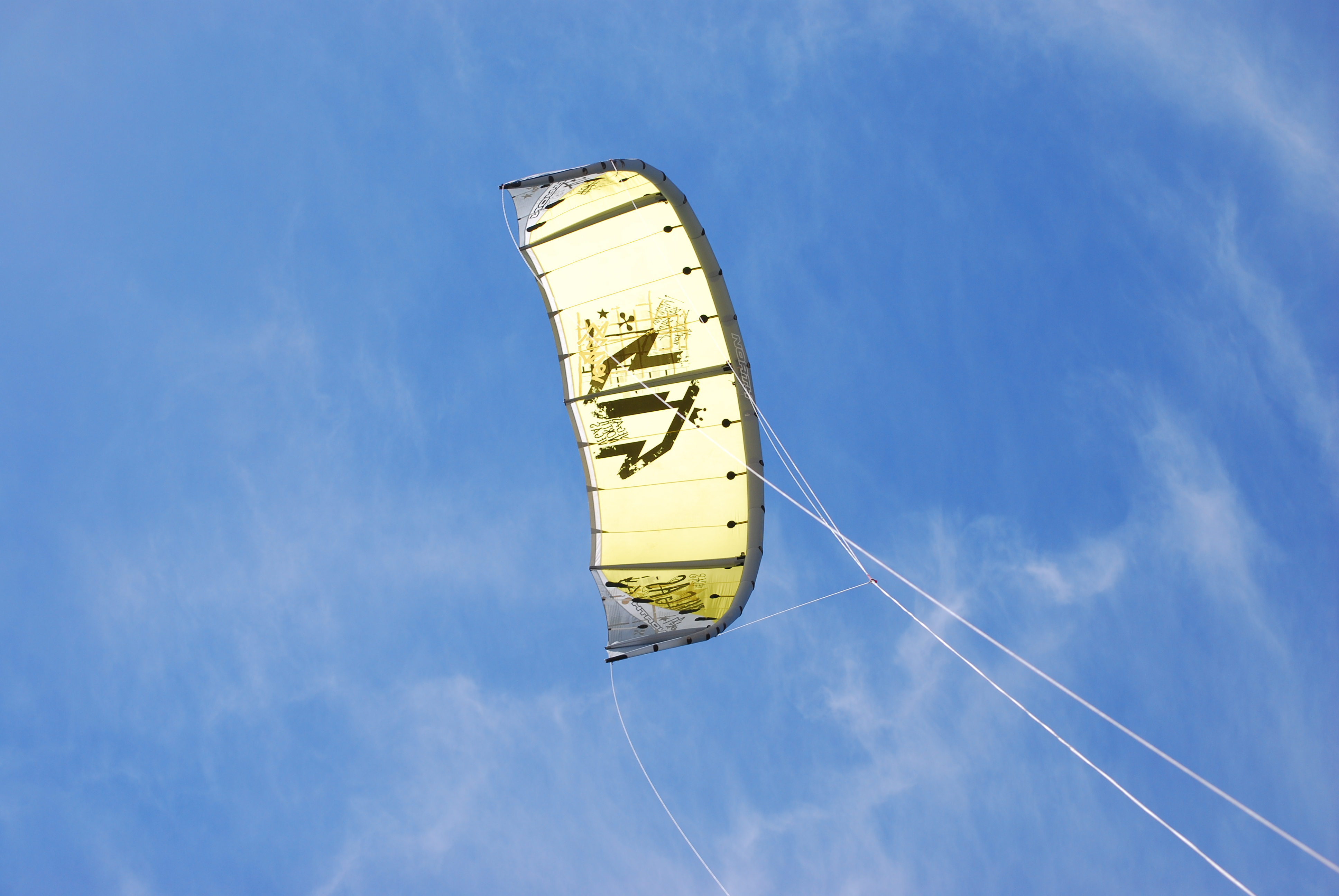
Aile à boudin dans les airs.

Les lignes sont généralement en dyneema / spectra, offrant une résistance très forte pour un faible poids et épaisseur (résistance d'environ 300 kg par ligne), ainsi que très peu d'élasticité. Les lignes avant transmettent la traction au harnais du kitesurfeur à travers une barre sur laquelle sont fixés les lignes arrière permettant de diriger l'aile et d'en moduler la puissance en jouant sur l'incidence. Généralement les lignes ont une longueur située entre 22 et 24 mètre, néanmoins des lignes plus longues (27 mètres) et plus courtes (15 mètres) existent.
En cours de navigation, la longueur des avants est fixe, alors que celle des arrières est modulé en tirant ou poussant la barre : augmenter ou diminuer la puissance de traction de l'aile est l'équivalent du border-choquer -- il suffit de lâcher la barre pour réduire instantanément la traction. L'incidence de l'aile est déterminée par la différence de longueur des lignes avant et arrière : la puissance de l'aile est augmentée lorsqu'on raccourcit les arrière ou qu'on allonge les avants, ou est diminuée à l'inverse lorsqu'on raccourcit les avants ou qu'on allonge les arrières. Raccourcir ou allonger les avants autant que les arrières ne modifie pas la puissance. Les avants sont raccordés à un trim afin de régler la puissance à un niveau confortable.
Les arrières sont fixés avec un écartement d'environ 50 cm sur la barre, moins si l'aile est petite et demande des débattements moins importants. Certaines ailes ont une 5e ligne au milieu du bord d'attaque facilitant un redécollage sans ça plus délicat qu'avec d'autres ailes. Le système de sécurité permet, en cas d'urgence, d'annuler la puissance de l'aile en libérant le harnais, puis en dernier ressort de se désolidariser de l'aile : l'aile sans contrôle présente un danger pour les personnes sous son vent.

### Planche

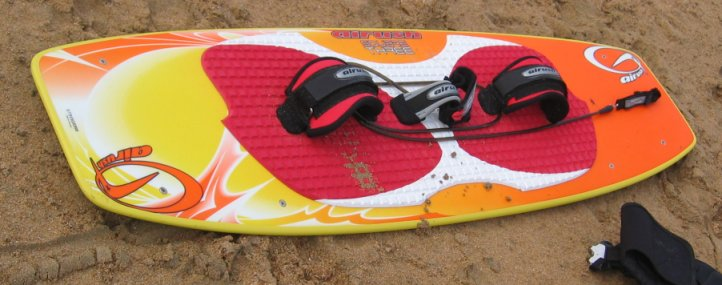
Planche twin-tip.

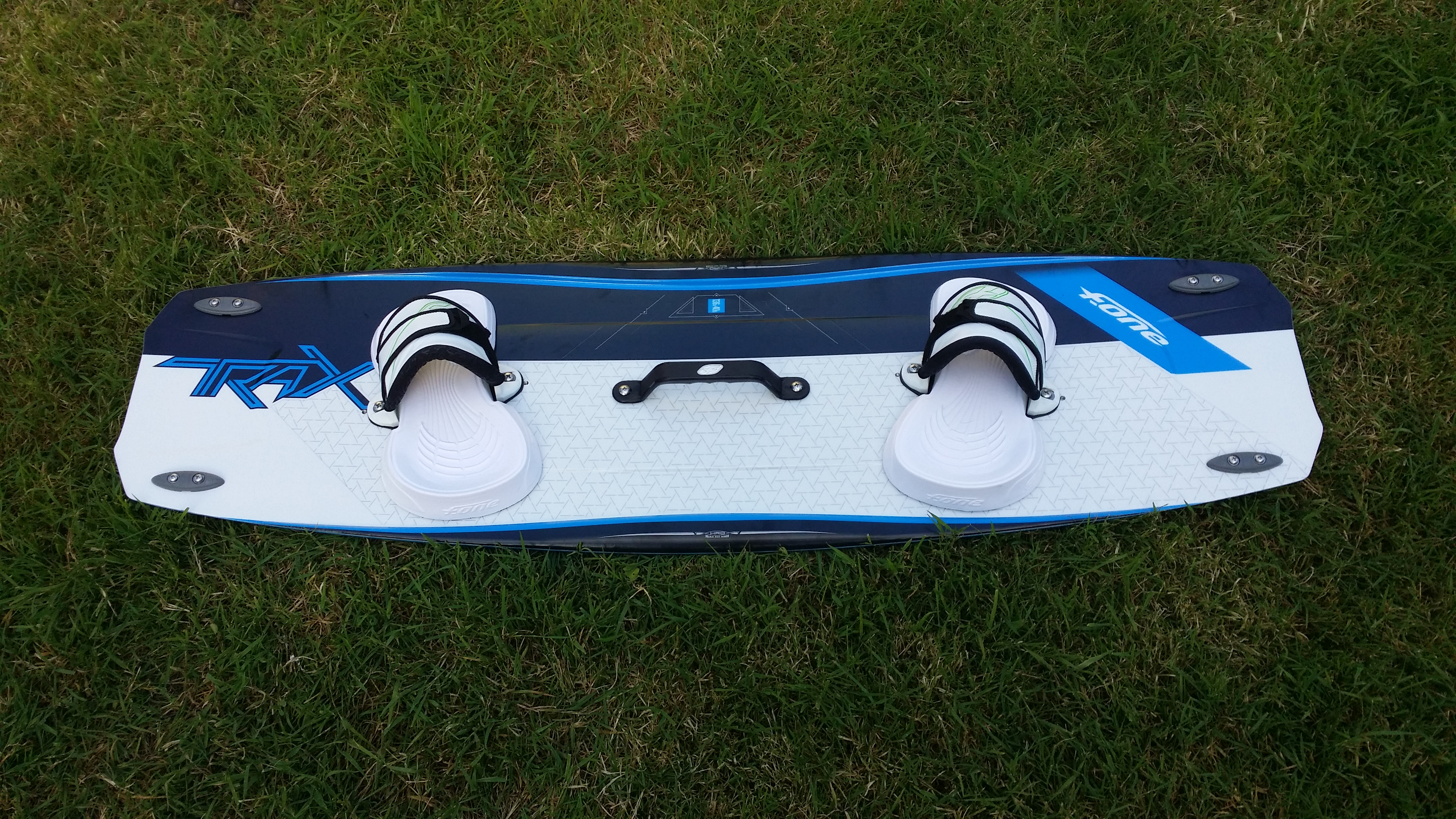
Type twin-tip face supérieure, en 2014.

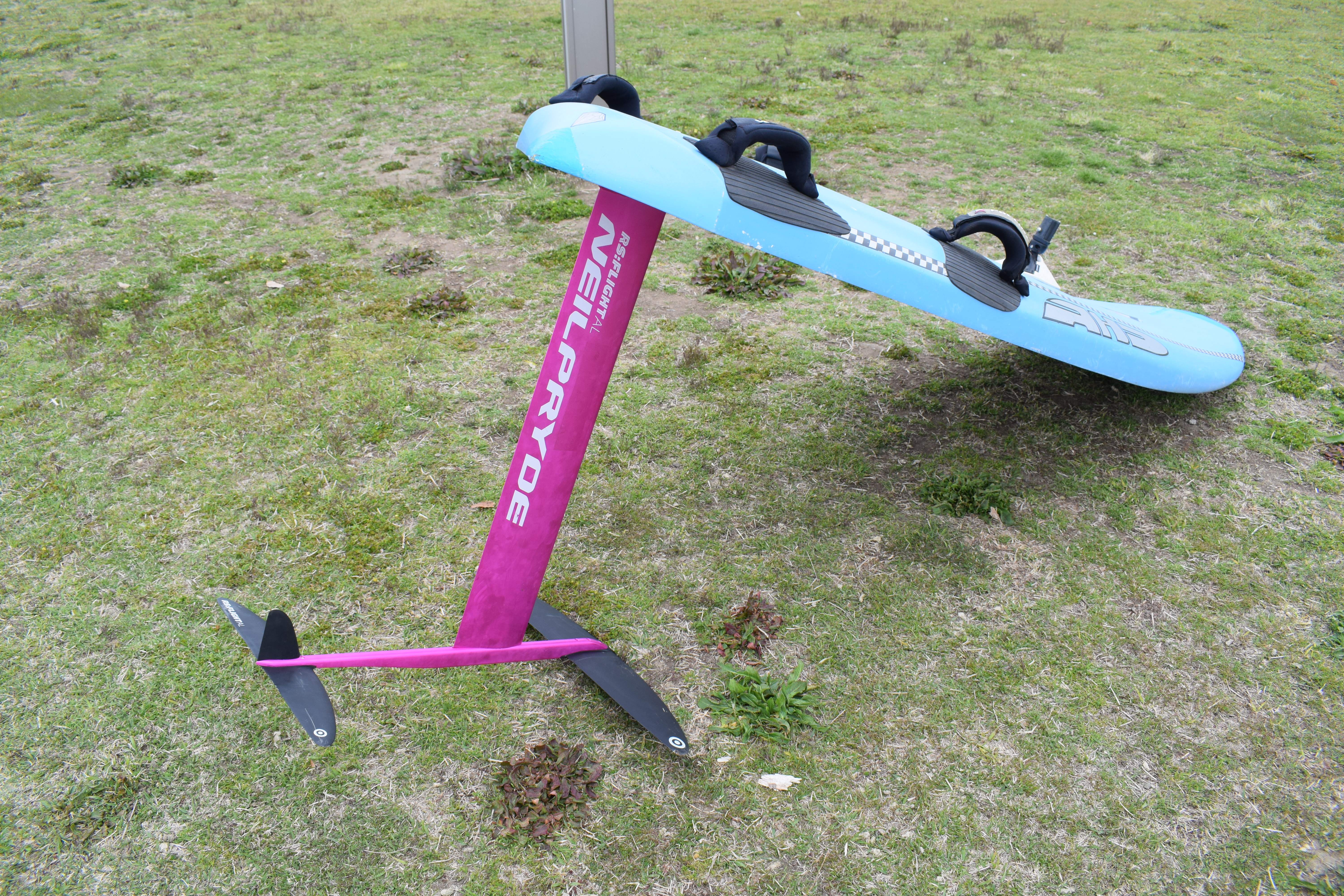
Planche d'hydrofoil.

Les différents grabs : en moutarde la main arrière, en vert la main avant.

Deux familles de planches sont distinguées : directionnelles c'est-à-dire possédant un sens de navigation avec proue et poupe, et bidirectionnelles ou symétriques pouvant naviguer aussi bien dans un sens que dans l'autre et simplifiant la manœuvre de changement d’amure. 
Les planches directionnelles ont un sens de navigation. Elles possèdent un avant et un arrière. Lors de la navigation sur bâbord, le pied gauche du kitesurfeur est à l'avant de la planche, sur tribord, c'est le pied droit. Ce changement d'appui et de position des pieds représente une difficulté lors des manœuvres de virement de bord et d'empannage. Il existe trois types de planches directionnelles :
- les surfs souvent utilisés dans les vagues ;
- les planches de longue distance, qui ressemblent fortement à des surfs mais avec un très gros volume et une grande flottabilité ;
- les planches de vitesse, fines et effilées, qui permettent d'atteindre des vitesses très élevées.

Les planches bidirectionnelles, couramment appelées twin-tips (ou TT) sont symétriques. Elles peuvent naviguer dans les deux sens. Arrivé en fin de bord, le pratiquant repart sur l'autre bord en inversant le sens de marche de la planche et en conservant la position des pieds sur la planche, le pied avant devenant pied arrière. Outre une simplification de la manœuvre de virement de bord, ces planches permettent l'usage de fixations chaussantes.
Le choix de la planche dépend de la pratique visée.
Un troisième type de planche un peu particulier est utilisé depuis 2014 : le foil. Il s'agit d'une planche sur laquelle est fixé un mat au bout duquel est tendue une « aile ». Lorsque le kitesurfeur prend de la vitesse, l'aile crée une portance et maintient la planche hors de l'eau. Ce système permet un frottement minimum entre la planche et l'eau et il est possible de naviguer avec très peu de vent.

### Harnais
Le harnais transmet la traction de l'aile au corps du pratiquant et donc à la planche. Il y en a deux types :
- le harnais ceinture (ou dorsal) : il est placé dans le creux du dos, entre le bassin et les côtes, permettant une liberté de mouvement importante ; il est souvent utilisé dans les vagues ou en free-style.
- le harnais culotte : semblable à un baudrier d'escalade, celui-ci maintient le fessier, reposant pour le pratiquant qui est dans une position assise, il est plutôt utilisé pour la simple navigation.

### Dispositifs de Sécurité
À la suite de plusieurs accidents mortels, la France a décidé sur l'initiative de la DGCCRF (répression des fraudes) en 2003 de créer une norme pour le matériel. Une commission a été constituée par l'Afnor en juillet 2003, regroupant les fédérations sportives concernées (la Fédération française de vol libre, la Fédération française de parachutisme, l'École nationale de ski et d'alpinisme), des responsables de la DGCCRF et du ministère de la Jeunesse et des sports, la Fédération des industries nautiques et des fabricants de matériels et d’accessoires de sécurité.
Parmi les solutions retenues, citons :
- la planche ne doit pas être reliée au surfeur par un leash pour éviter un retour de planche. En effet en cas de saut raté, la planche peut venir heurter le visage du surfeur si elle est reliée par un leash[réf. nécessaire] ;
- la possibilité d'annuler d'urgence la traction (en cas de rafale de vent ou d'approche d'une zone dangereuse), tout en restant relié à l'aile (pour éviter que l'aile ne cause un dommage en s'envolant) ;
- la possibilité de détacher l'aile en dernière extrémité ;
- modifications du cadre de pratique des planches aérotractées (kitesurf)[15].

Le kitesurf reste une pratique à risques, avec 7 décès en France en 2011 : 6 en dehors de la fédération et 1 parmi les 25764 licenciés. La difficile coexistence avec les activités de baignades ont conduit à son interdiction sur de nombreuses plages en périodes de forte fréquentation. 

#### 5eligne
Dans le cas des ailes en C-Shape et hybrides : en plus des quatre lignes de contrôle de l'aile, une cinquième ligne (corde) est reliée au bord d'attaque de l'aile. Ainsi, si le kitesurfer se sent en danger, il lui suffit de larguer son système de sécurité. L'aile n'est alors plus tenue que par le bord d'attaque via la cinquième ligne : elle se met alors en « drapeau » et exerce ainsi beaucoup moins de traction (voire plus du tout) et tombe rapidement vers l'eau ou le sol.
Cette 5e ligne sert aussi à décoller ou poser une aile seul, et facilement, en tirant sur la 5e ligne, l'aile se retourne et décolle ou inversement.
Sans 5e ligne, ces opérations se montrent délicates sur ce type d'aile.

## Disciplines

### Freestyle

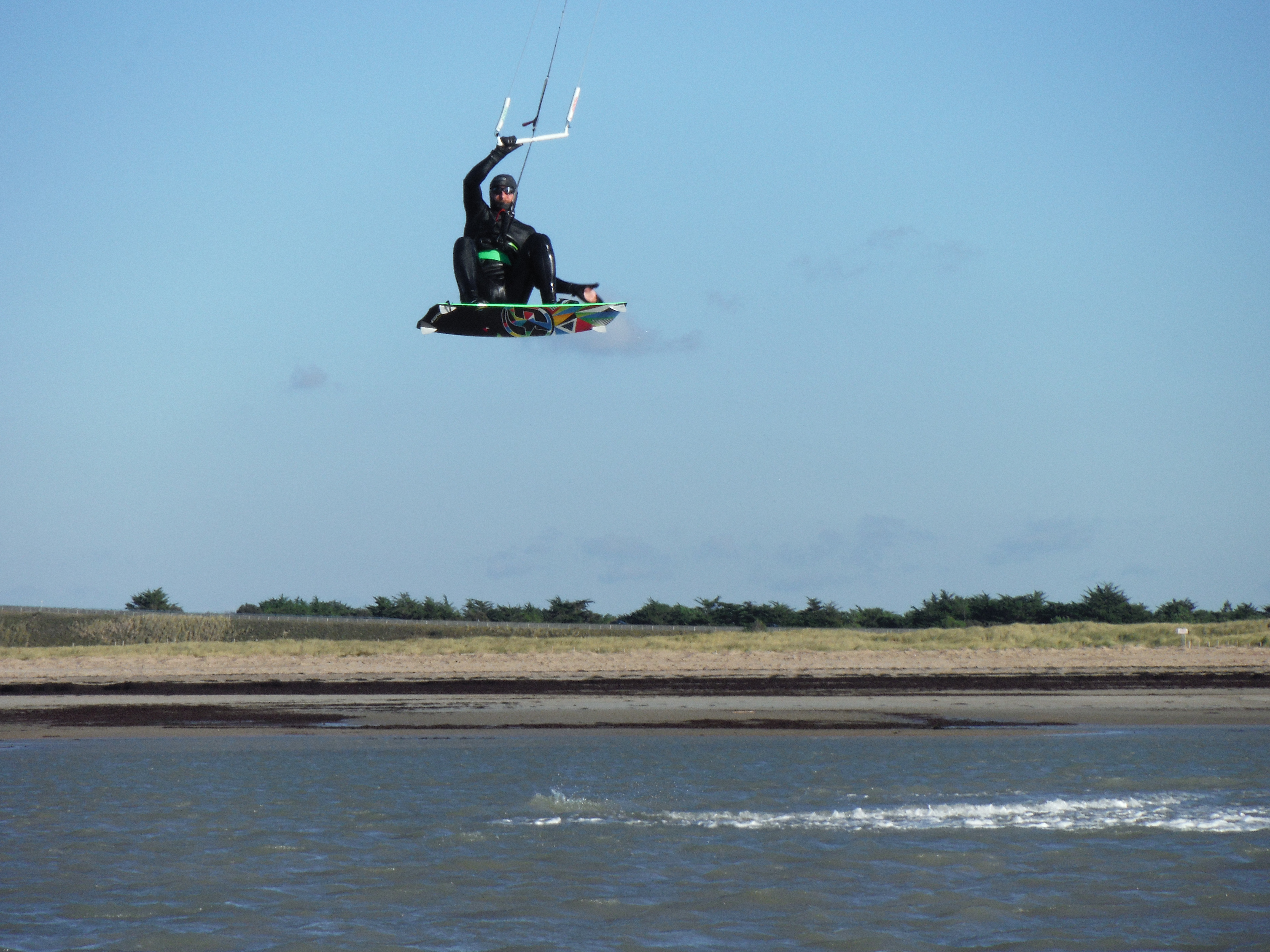
Saut en kitesurf.

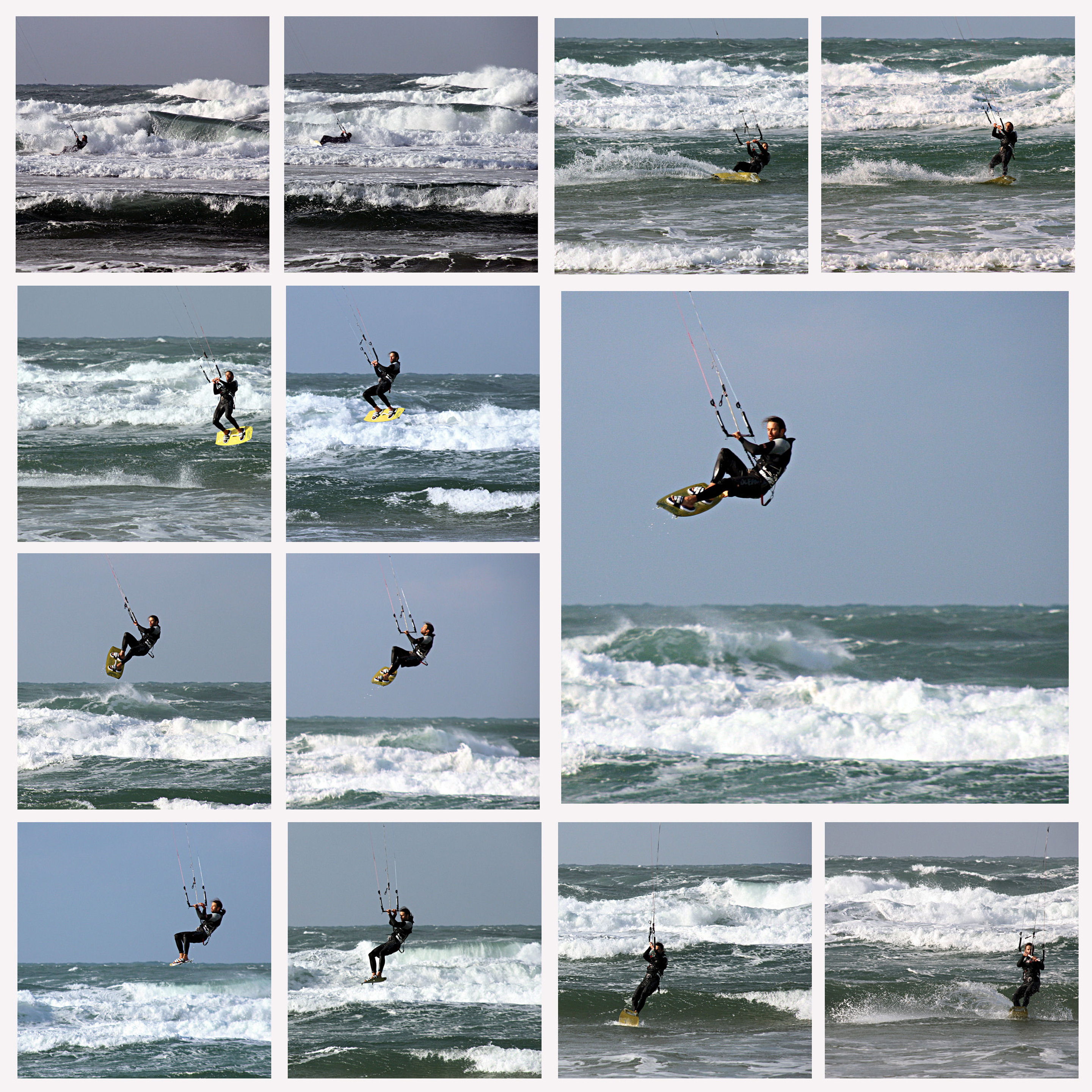
Freestyle.

Le freestyle consiste, en sautant, à effectuer des figures avec l'aile en position haute, c'est-à-dire au-dessus de soi (on dit en terme technique que l'aile est à midi, 12h ou au zénith, l'aile étant imagée par l'aiguille d'une montre, ce qui indique la position de l'aile au-dessus de soi). Il peut également s'appeler le freestyle old-school des débuts du kite (rotations, big air, hang time et grabs) en opposition avec le freestyle newschool où les figures sont réalisées avec l'aile en position basse.

### Vagues
Cette discipline, parfois appelée surfkite s'apparente au surf. Il s'agit, après être remonté au peak (front de la vague), de tracer les plus belles courbes dans celle ci. Plusieurs formats de compétition existent.

### Freeride
Le freeride qualifie la pratique courante du kitesurf. Pas de but précis si ce n'est la recherche de sensations, d'émotions et de plaisir. Cette pratique est comparable à celle d'un skieur lambda dans une station de ski. Les formes les plus radicales de cette pratique sont la randonnée en kitesurf et le kite-bivouac.

### Wakestyle

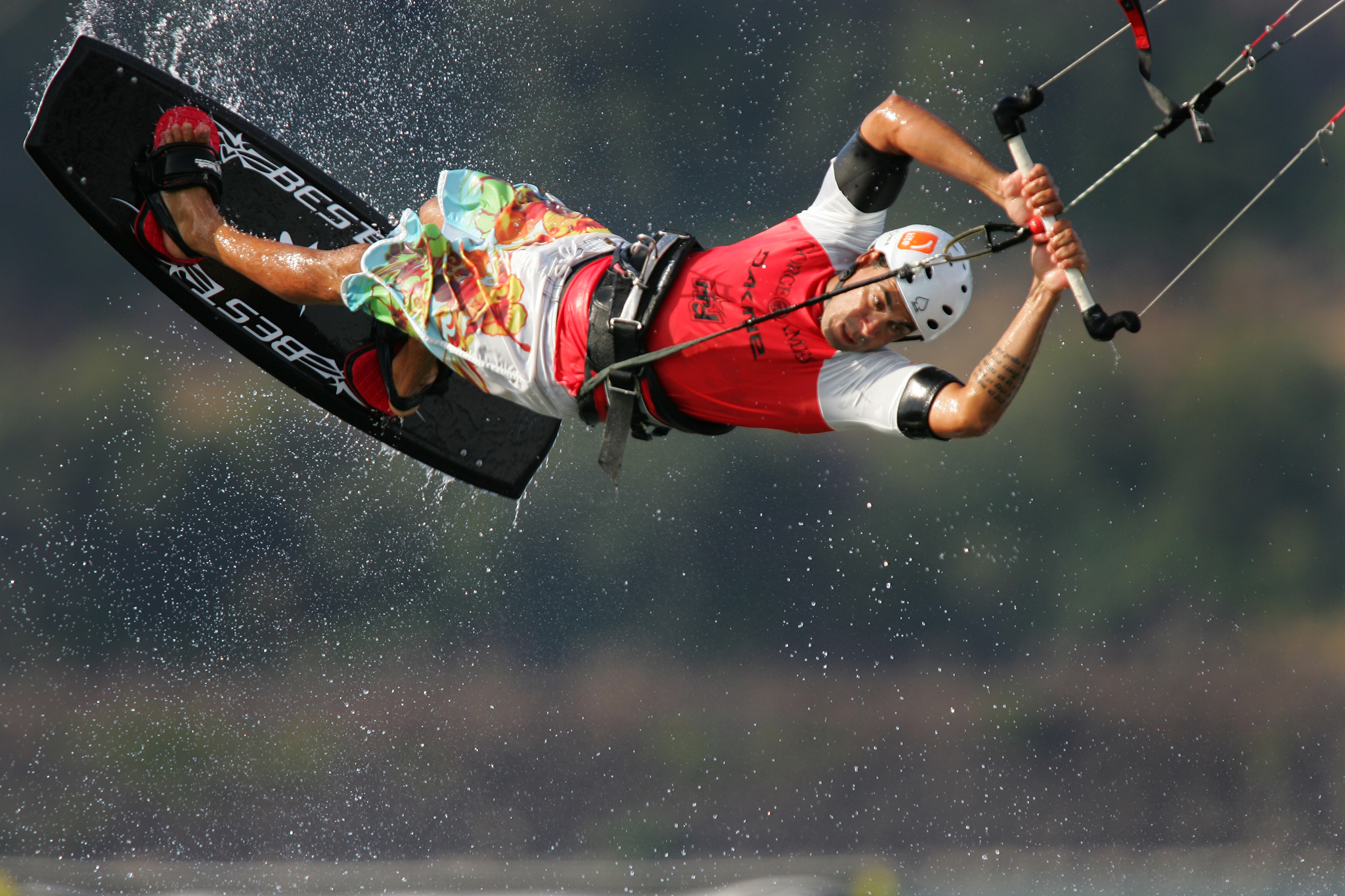
Wakestyle.

Le wakestyle (ou aussi appelé le freestyle new-school) consiste, en sautant, à exécuter des figures avec l'aile en position basse souvent décrochée du harnais, qui s'inspire des figures du wakeboard.

### Vitesse

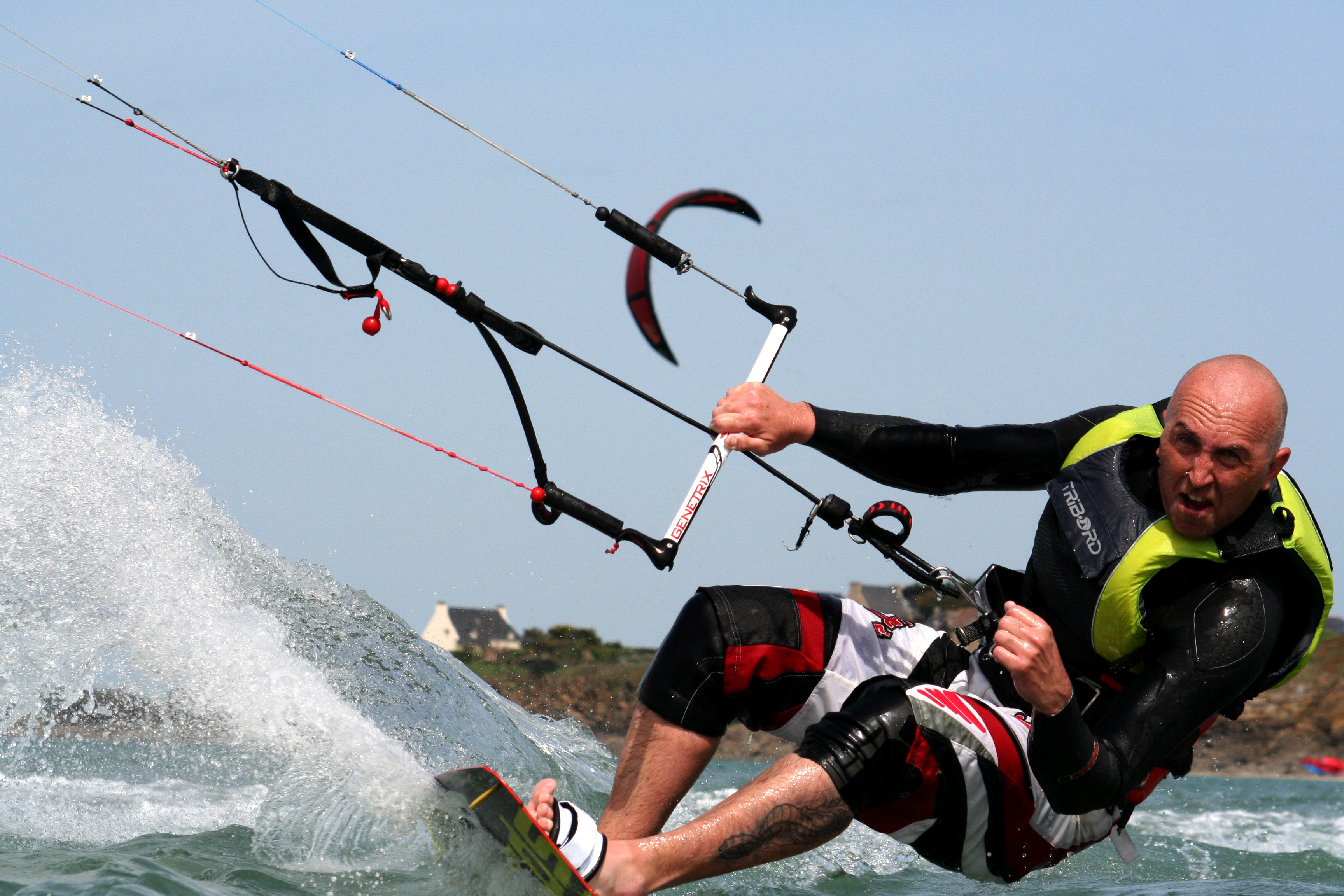
Recherche de vitesse.

La vitesse consiste à parcourir, avec élan, une distance de 500 m le plus rapidement possible. Actuellement le record du monde de vitesse est détenu par Alexandre Caizergues,  record réalisé en novembre 2017. Le rider a navigué sur 501 mètres avec une vitesse moyenne de 57,97 nœuds (107,36 km/h), améliorant son propre record 2013 de 1,35 nœuds.

### Longue distance
La longue distance est une régate. Plusieurs dizaines de participants s'élancent dans un parcours dépendant des conditions météo : la plupart du temps un triangle olympique, mais parfois un parcours dos au vent en « W » ou encore un simple aller-retour.

### Kitefoil

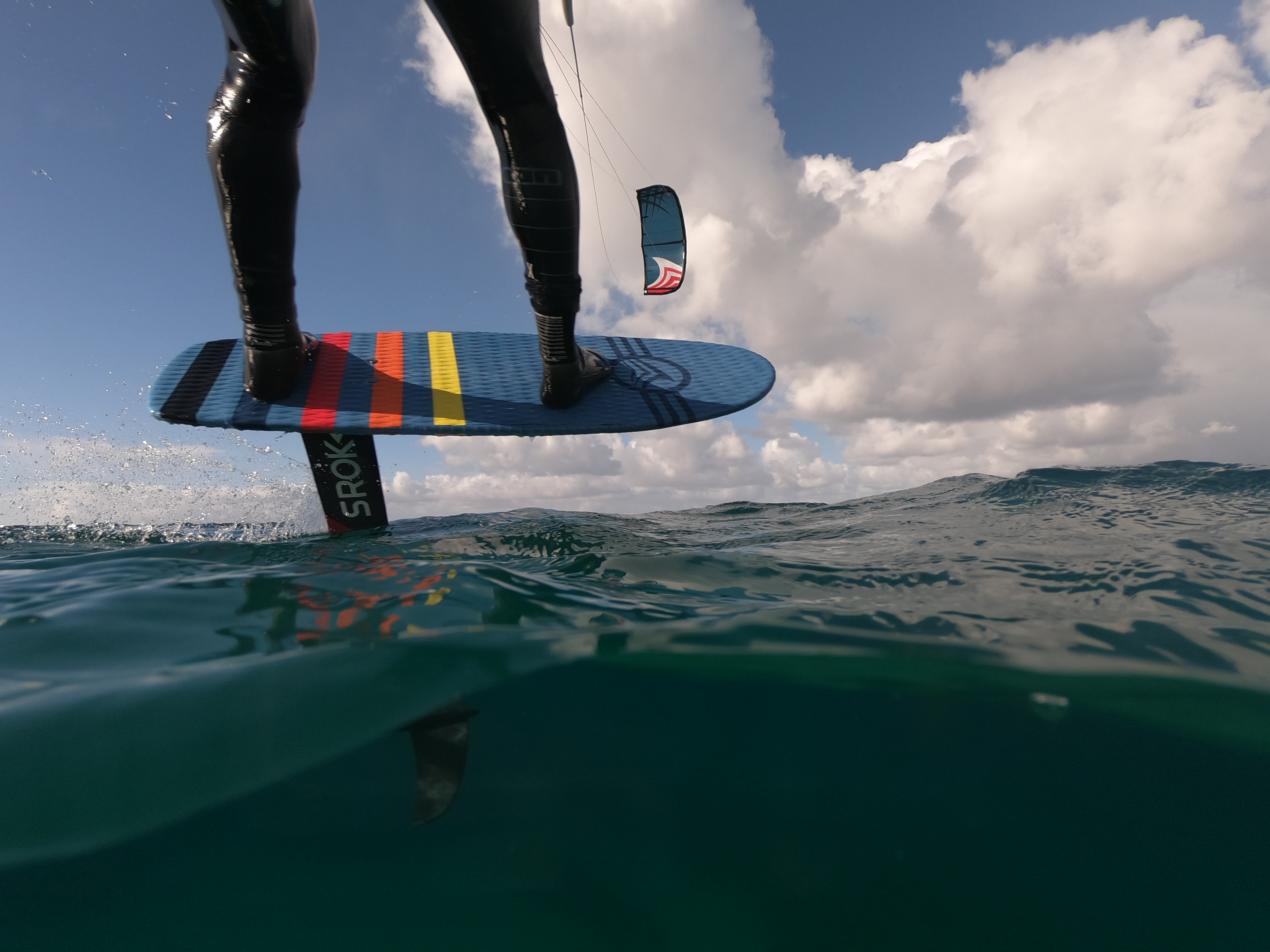
Kitefoil.

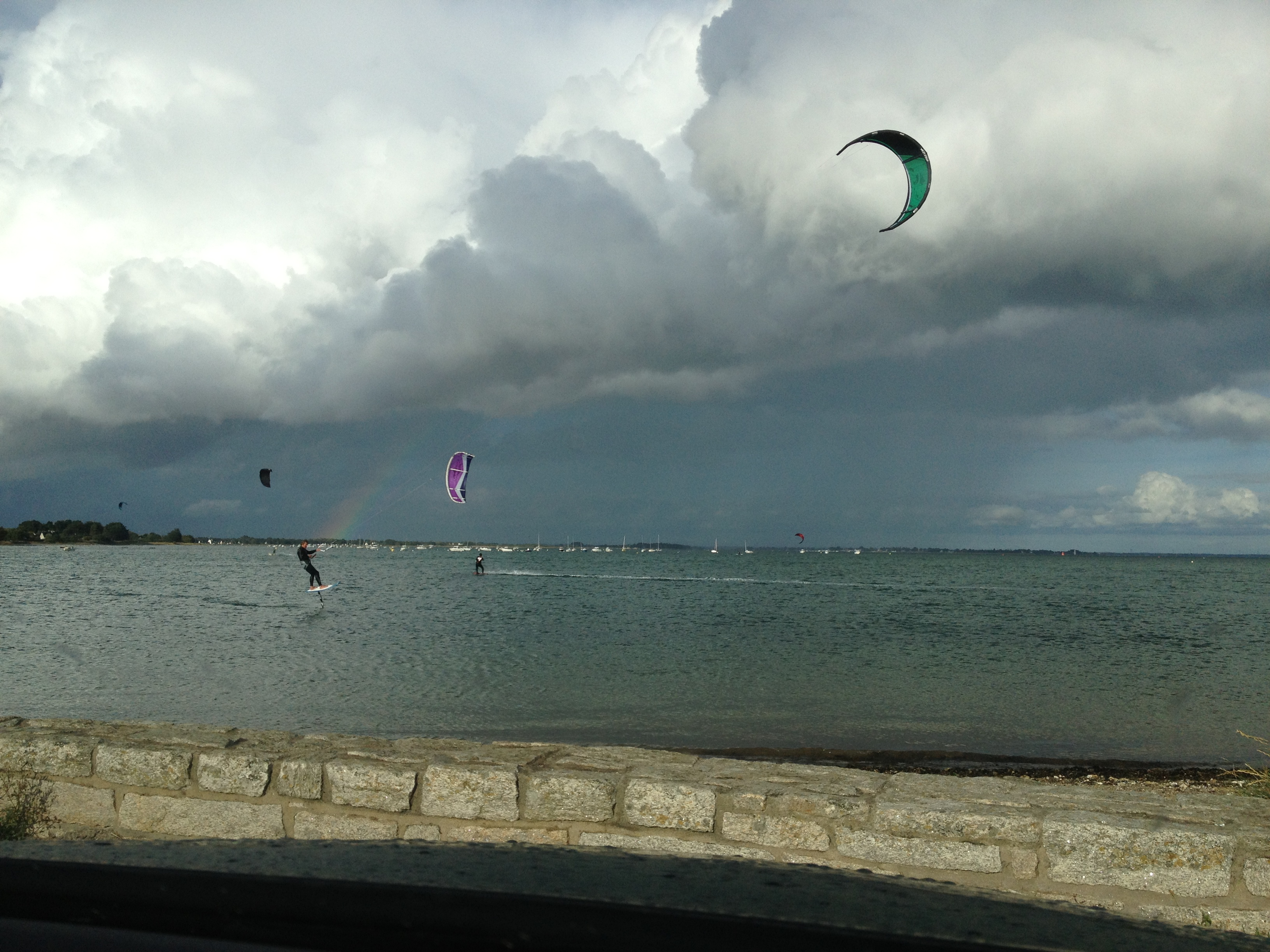
Variante : le foil (Sarzeau).

Également appelé foilboard, le kitefoil consiste à naviguer avec un foil fixé sous une planche. L'utilisation d'un foil permet de remplacer la poussée d'archimède d'une planche traditionnelle par la portance liée à la géométrie de cet aileron. La planche n'est alors plus en contact avec la surface de l'eau. La conséquence directe est donc l'emploi d'ailes de surfaces plus petites. Le kitefoil est souvent utilisé dans des conditions de vents légers. Marc Blanc a été le premier à utiliser ce support en 2009 en compétition. Il a d'ailleurs été champion de France et vice-champion d'Europe en 2009. Grâce à lui, ce support a pris son essor auprès des kitesurfeurs. Il a été également le premier à naviguer en foil en kitesurf dans les vagues.

### Autres disciplines

#### Vol tracté ou sky-sailing ou air-sailing
Le Sky-sailing est une technique qui permet de faire voler le kitesurfeur en vol constant avec une altitude maximale définie. Le Seaglider, hydrofoil sans cabine stabilisé sur 3 axes relié au kitesurfeur est utilisé dans cette discipline.
Décrit en 1960 au sein de l'AYRS (Amateur Yacht Research Society) par Haagedorm, Sylvain Claudel réalisera un premier vol de longue distance le 13 août 2011 avec le Seaglider mis au point par Stéphane Rousson issu de la technologie du Chien de mer de Didier Costes. En 2014, l'équipe de recherche composée du designer Minh-lôc Truong, de Stéphane Rousson et des architectes navals Ronan Patrix, Nicolas Desprez et Romain Josset déposeront à l'INPI le modèle du Seaglider.

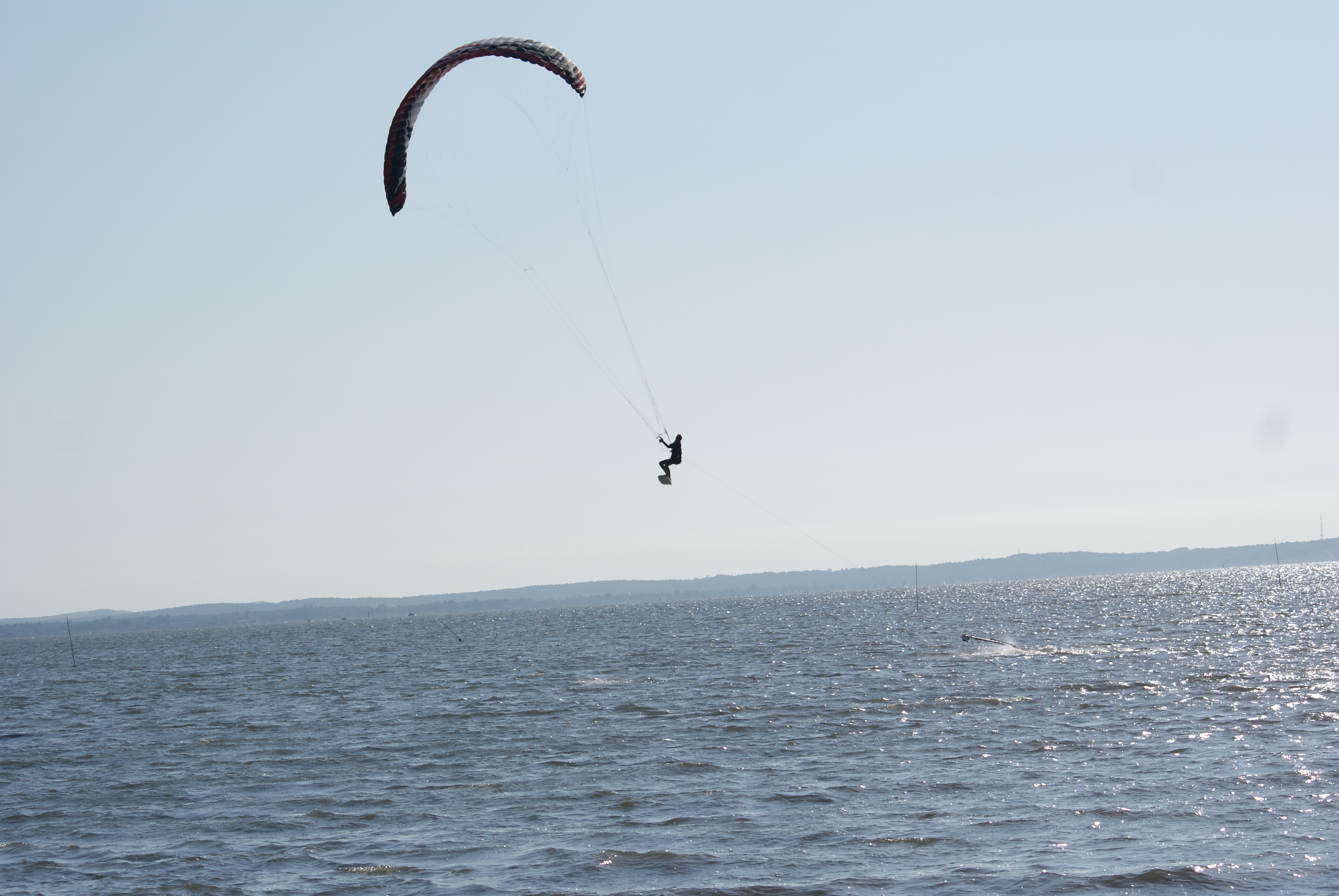
Seaglider 13 aout 2011 Arcachon.
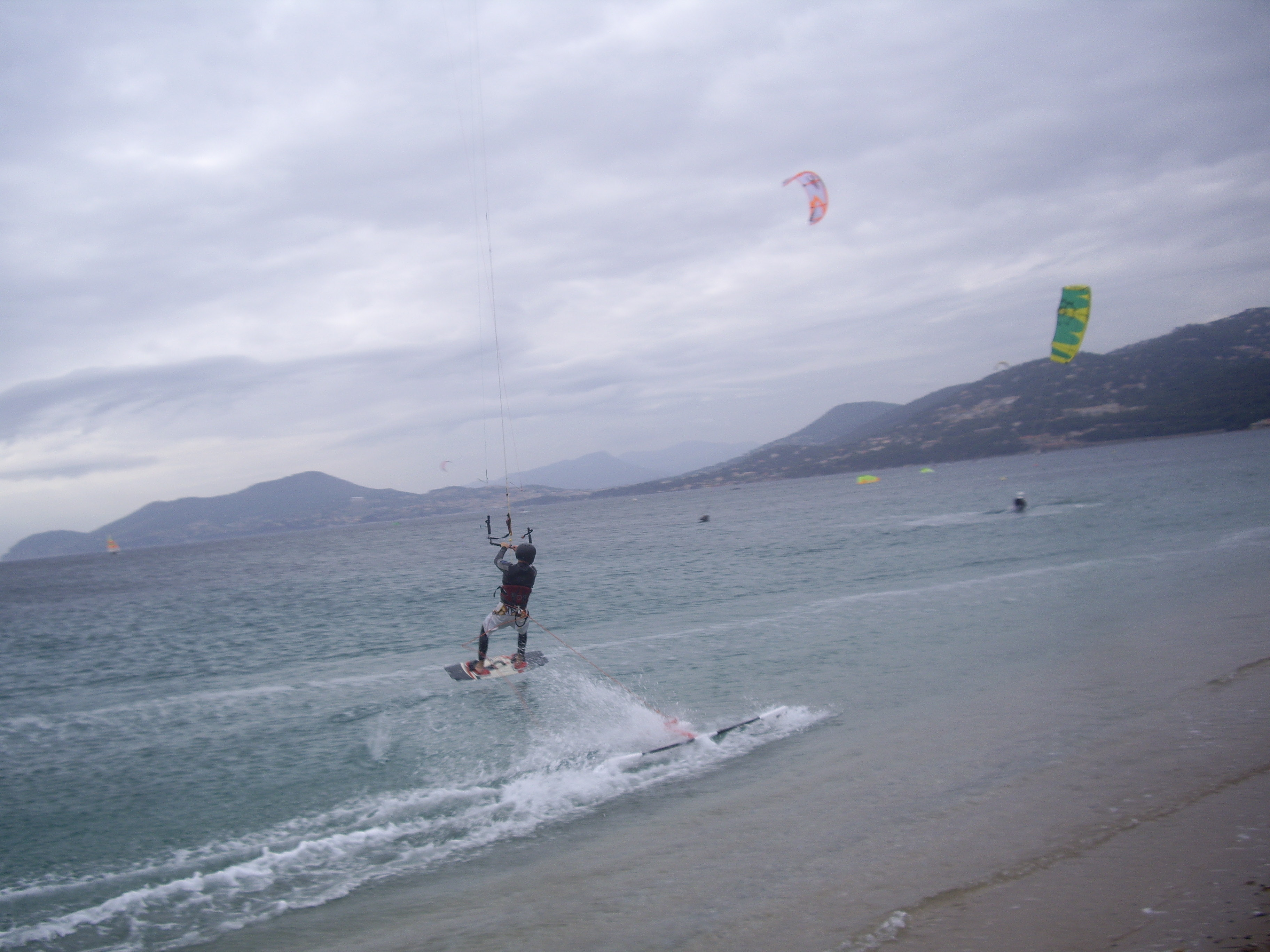
Kite couplé au Seaglider, 30 sept 2007 à l'Almanarre.
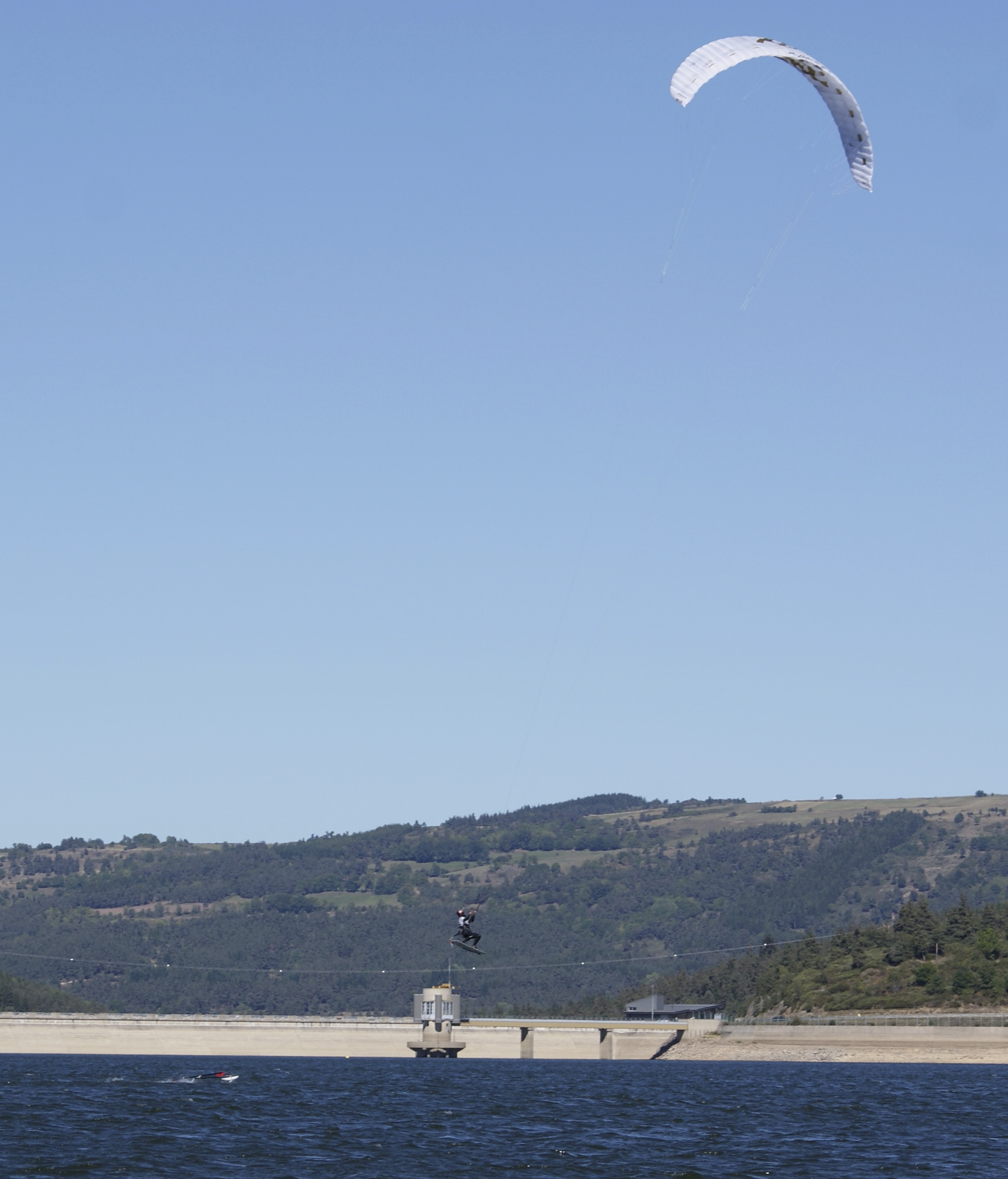
Vol d'essai à Naussac par Bruno Gagne.

## Records de vitesse

### Records de vitesse sur 500 mètres
Entre 2008 et 2012 des kitesurfeurs ont détenu le record de vitesse à la voile sur 500 m.
Le 18 septembre 2008, lors du « Luderitz Speed Challenge » en Namibie, le kitesurf devient pour la première fois l'engin à voile le plus rapide sur l'eau. Le World Sailing Speed Record Council (WSSRC) valide la tentative de l'américain Robert Douglas à 49,84 nœuds (92,30 km/h). Le record étant précédemment détenu par des planches à voiles.
Le 3 octobre 2008 le français Sébastien Cattelan est le premier à franchir le cap des 50 nœuds avec une vitesse de 50,26 nœuds (93,08 km/h).
Le 4 octobre 2008 le français Alexandre Caizergues améliore ce temps avec 50,57 nœuds (93,66 km/h).
Le 4 septembre 2009 en rade d'Hyères un multicoque sur foils, L'Hydroptère, ravit le record aux kitesurfs avec 51,36 nœuds sur 500 mètres.
Le 12 octobre 2010, Alexandre Caizergues rend à nouveaux les kitesurfs les plus rapides à la voile sur l'eau en passant la barre des 100 km/h avec un record établi à 54,10 nœuds (100,19 km/h).
Le 28 octobre 2010, Sébastien Cattelan avec 55,49 nœuds, puis Robert Douglas avec 55,65 nœuds améliorent encore ce record du monde de vitesse (103,06 km/h).
Le 24 novembre 2012, L'australien Paul Larsen bat largement ce record toutes catégories de Robert Douglas avec son voilier prao Vestas Sailrocket 2 en Namibie. Il atteint la vitesse de 65,45 nœuds (121,21 km/h) sur 500 m.
Le 11 novembre 2013 à Salin-de-Giraud (Bouches-du-Rhône), Alexandre Caizergues bat le record du monde de vitesse en kite sur 500 mètres avec une moyenne de 56,62 nœuds (104,86 km/h).
Le 13 novembre 2017 à Salin-de-Giraud, Alexandre Caizergues bat à nouveau le record du monde de vitesse en kite sur 500 mètres avec une moyenne de 57,97 nœuds (107,36 km/h).

### Records de vitesse sur 1 mile
Le 10 juin 2019 à La Palme, l'américain Robert Douglas obtient une moyenne de 39,04 nœuds et le même jour, au même endroit, la française Marine Tlattla bat le record du monde féminin en kite avec une vitesse de 35,41 nœuds et l'améliore le 12 juin 2019 avec 35,86 nœuds.
Le 15 juillet 2020 à La Palme, le français Sylvain Hoceini fixe le record à 39,11 nœuds.
Le 26 juin 2023 à La Palme, Robert Douglas monte ce record à 42,54 noeuds.

## Autres records

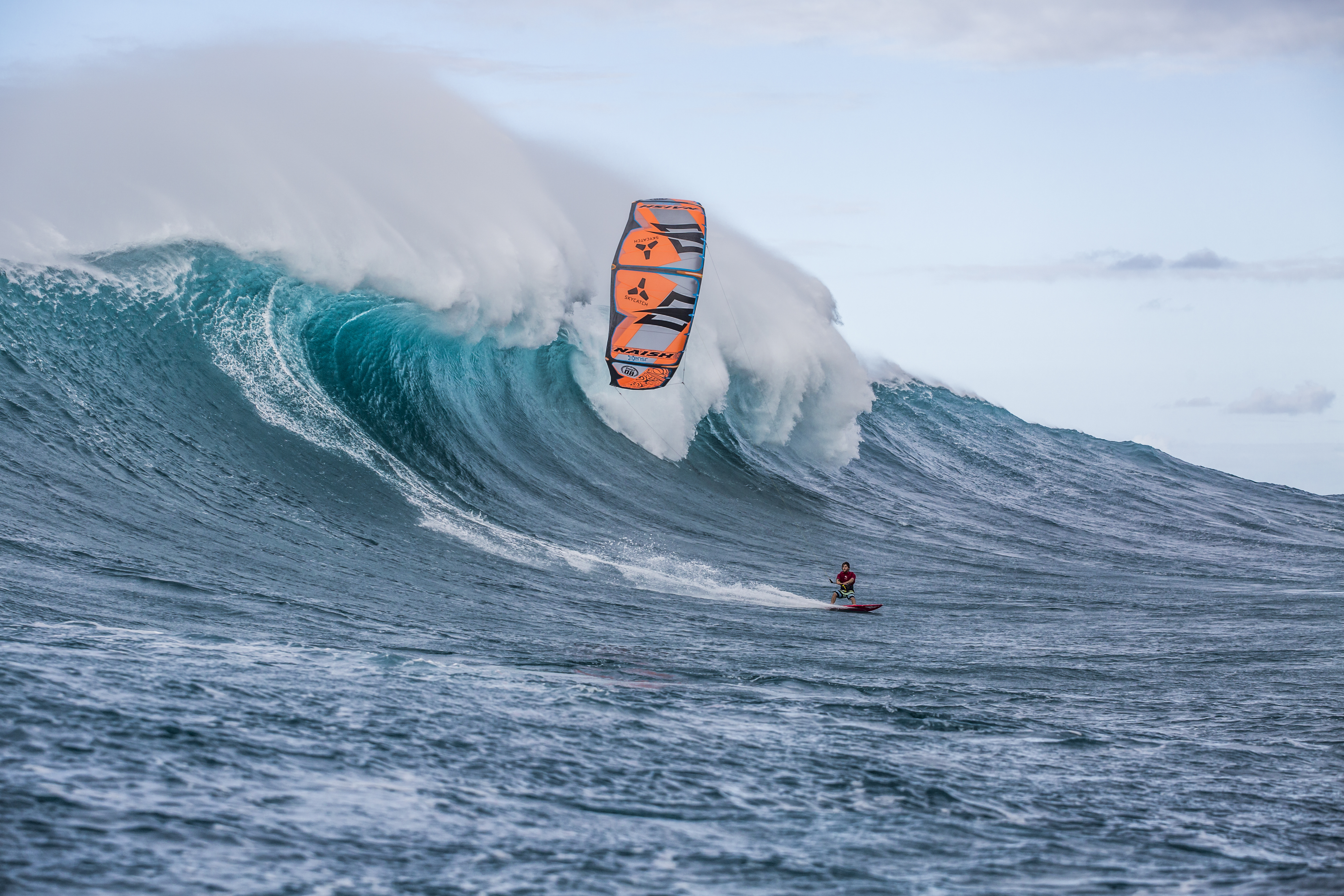
Jesse Richman faisant du kitesurf à Jaws, Hawaii. Février 2016.

Lors du Red Bull King of the Air 2013, le kitesurfeur professionnel Jesse Richman établit un record du monde en volant (tout en étant tracté par bateau), avec sa planche, à 240 mètres d'altitude.
En 2012, Richard Branson obtient le record du monde du plus grand nombre de personnes à tenir sur une planche de kitesurf, avec 4 personnes sur une planche.
Francisco Lufinha bat plusieurs records de distance en kitesurf :
- En 2013 il parcourt 564 kilomètres, entre les villes de Gaia et Lagos durant 29 heures[30].
- Le 6 juillet 2015, il établit un nouveau record en rejoignant l'île de Madère et Lisbonne soit 874 kilomètres en 47 heures et 37 minutes[31].

En novembre 2021, Lufinha traverse l'océan Atlantique en solo, sans aucun bateau d'assistance, à bord d'un trimaran à voile sans mat de 7,25 m sur 5,6 m de large doté d'une cabine, adapté à la technologie de contrôle automatisé des kites pour pouvoir naviguer 24h/24 sur de longues périodes. Il appareille de La Palma (Canaries) le 30 novembre 2021 et arrive en Martinique le 20 décembre 2021, établissant un record du monde de 20 jours pour cette traversée en solitaire de l'Atlantique en kiteboat.

## Pratiquants notoires

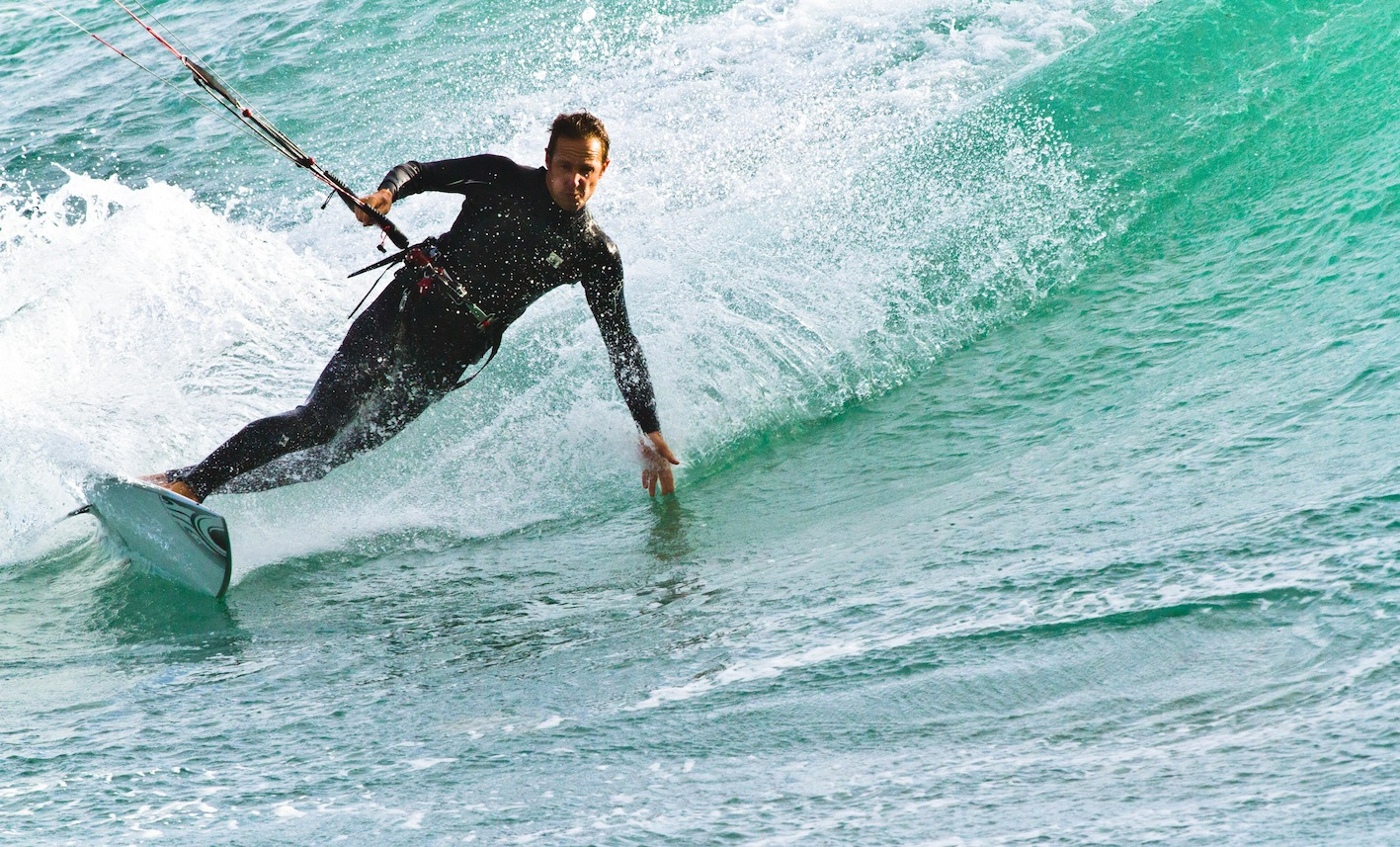
Bruno Sroka pratiquant le kitesurf dans les vagues.

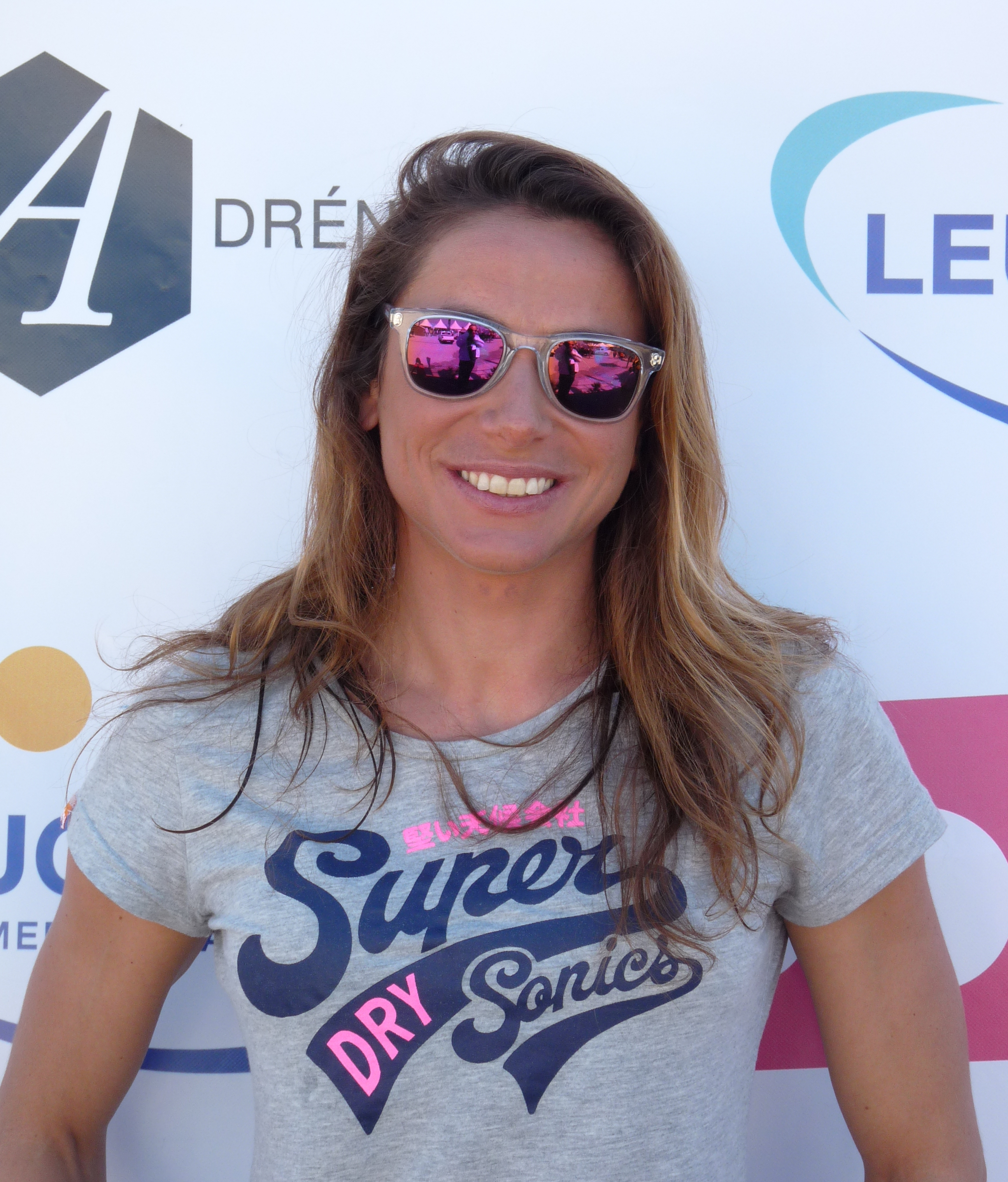
Charlotte Consorti, triple championne du monde de vitesse en Kite, au Mondial du Vent 2013 à Leucate France.

- Maxime Nocher, 9 fois champion du Monde et 7 fois champion de France, record de la traversée Corse/Continent en 2016 en 4h13
- Nicolas Parlier
- Bruno Sroka (France), 3 fois vainqueur de la Coupe du Monde de course racing 2007 / 2009 (IKA)/ 2010 (IKA), Champion du monde 2007 PKRA, 3 fois champion d'Europe, 1er et seul homme à avoir traversé le Cap Horn en kitesurf, Record de la traversée de la manche en Kitesurf sur une distance de 100 milles nautiques.
- Anais Mai Desjardins (France) Kitefoil:  Championne d'Europe Junior (2018), Championne de France espoir (2019) et Vice-championne de France (2020 , 2021)
- Rodolphe MacKeene
- Valentin Rendina
- Charles Rendina
- Hervé Bouré (Champion du monde de vague en 2003 et 2004)
- Charlotte Consorti (France), triple championne du monde de vitesse et double recordwoman de vitesse en kite
- Andre Phillip
- Yoann Lavigne (France)
- Emmanuel Bertin
- Aaron Hadlow, (quintuple champion du monde, de 2003 à 2008)
- Jérémie Eloy
- Julien Kerneur (France), champion du monde PKRA (Professional Kiteboard Riders Association) en 2010 et 2011 en catégorie race, champion de France 2011 et champion d'Europe 2011 également en race. Champion du monde slalom 2012 à Sylt, en Allemagne, 3e championnat du Monde race et second du classement national 2012
- Mallory de la Villemarqué
- Soufiane Hamaini
- Alexandre Caizergues
- Marc Blanc, champion de France 2009 et vice-champion d'Europe 2009 (traversée Corse/Continent en 2007 en 5h30)
- Sébastien Garat
- Juan Castel
- Ruben Lenten
- Gisela Pulido (remporte en 2004 son premier championnat du monde,en juniors et en seniors, elle est alors âgée de 10 ans)
- Bruna Kajiya (Championne du monde chez les femmes en 2009)
- Kevin Langeree (Champion du monde en 2009 et Vainqueur King of the air 2014, 2018 et 2019)
- Youri Zoon (Champion du monde en 2011 et 2012)
- Álex Pastor : Champion du monde PKRA 2013
- Liam Whaley: Champion du monde freestyle PKRA 2015[33]

### Publications périodiques
- kitesurf magazine, 6 numéros par an
- Kiteboarder Magazine, 5 numéros par an
- Stance Magazine, 4 numéros par an, francophone et anglophone
- The Kiteboarder, anglophone, 4 numéros par an
- iksurfmag, anglophone, 6 numéros par an